# Stange
Stange é uma comuna da Noruega, com 724 km² de área e 18 288 habitantes (censo de 2004).         